# たたかえ!地球ぼーえー隊MAC
『たたかえ！地球ぼーえー隊MAC』（たたかえちきゅうぼうえいたいマック）は、うおりゃー大橋による日本の漫画作品。『月刊コロコロコミック』（小学館）にて、2000年5月号から2002年4月号まで連載されていた。

## ストーリー
バガリアンという謎の組織から地球を守るために戦う組織「MAC」。主人公のナルちゃんは、MACとの戦いに巻き込まれたお詫びとして入隊（強制的）し、地球を守るために戦う。

## 概要
- この作品に出てくるMACは、マクドナルドのことである。
- 作品の前半は、ギャグらしい部分があまり見られなかったが、後半はギャグ一色になっている。

## 登場人物

### 地球防衛隊MAC
幕戸 鳴人（まくど なると）/ナルちゃん
この作品の主人公。ハンバーガーが好きなごく普通の小学生だったが、バガリアンとMACの戦闘に巻き込まれMACの一員となる。自ら戦闘にたつこともある。
店長
普段はマクドナルドの店長にして、地球防衛隊MACの隊長。筋骨隆々な体型にスマイルがコンセプトであるが故、何があっても怒らない。
ニヒル田さん
女性客から高い人気を集める店員。流し目を攻撃技として使用したこともある。
しのぶ
女性店員。くノ一のような戦闘服にマクドナルドのメニューを駆使した忍法を使いこなす。
いっこくさん
シンプルな顔立ちの店員。無口だが腹話術の名人で、両手に意思を持った男女の人形をつけている。戦闘に参加することはほとんどなく、店番をしているのが殆ど。
いっこく堂がモデル。
左手
メガネをかけたインテリタイプの人形。MACのメカ担当だが、どこか抜けている。
右手
女性タイプの人形。左手よりも強く、発明で失敗ばかりの左手を叱責することが多い。

### バガリアン
怪人
シリーズ前半まで登場。怪人とMACとの戦いが多く見られた。後半は皇帝達を置き去りにあっさり自分達の星へ帰ってしまう。
ザコキャラ以外に「ムキムキバガリアン」、「マラソンバガリアン」などもいる。
女バガリアン
戦ってはいないが、ニヒル田さんの流し目を利用した攻撃を試すために一度だけ登場。持っていた鏡で店長に跳ね返り不発に終わる。
ミート皇帝
シリーズ後半に登場。部下に地球へ置き去りにされてしまう。皇帝であることを隠し、UFOを作る資金を集めるためマクドナルドで働いている。
オニオン将軍・ドクターピクルス
皇帝の側近。皇帝と同じく部下達に置き去りにされる。